# Kuszkuszfélék
A kuszkuszfélék, vagy régies nevén kúszóerszényes-félék (Phalangeridae) az emlősök (Mammalia) osztályának erszényesek (Marsupialia) alosztályágába, ezen belül a diprotodontia rendjébe tartozó család.
Az ide tartozó fajok Ázsia délkeleti részén és Ausztráliában élnek.

## Rendszerezés
A családba az alábbi alcsaládok, nemzetségek, nemek és fajok tartoznak:
- Ailuropinae alcsalád
  - Ailurops – Wagler, 1830 – 2 faj
    - Talaud-szigeti medvekuszkusz (Ailurops melanotis)
    - medvekuszkusz (Ailurops ursinus)

  - Strigocuscus – Gray, 1861 – 2 faj
    -       - celebeszi kuszkusz (Strigocuscus celebensis)
      - sulu-szigeteki kuszkusz (Strigocuscus pelengensis)

- Phalangerinae alcsalád
  - Phalangerini nemzetség
    - Phalanger – Storr, 1780 – 13 faj
      - Gebe-szigeti kuszkusz (Phalanger alexandrae)
      - hegyi kuszkusz (Phalanger carmelitae)
      - egyszínű kuszkusz vagy  földi kuszkusz (Phalanger gymnotis)
      - sötétfarkú kuszkusz (Phalanger intercastellanus)
      - woodlark-szigeti kuszkusz (Phalanger lullulae)
      - Phalanger matabiru
      - Phalanger matanim
      - déli kuszkusz (Phalanger mimicus)
      - szürke kuszkusz (Phalanger orientalis)
      - ékes kuszkusz (Phalanger ornatus)
      - Rothschild-kuszkusz (Phalanger rothschildi)
      - selyemszőrű kuszkusz (Phalanger sericeus)
      - Stein-kuszkusz (Phalanger vestitus)

    - Spilocuscus – Gray, 1861 – 4 faj
      - apró foltoskuszkusz (Spilocuscus kraemeri)
      - foltos kuszkusz (Spilocuscus maculatus)
      - pettyes foltoskuszkusz (Spilocuscus papuensis)
      - feketefoltos kuszkusz (Spilocuscus rufoniger)

  - Trichosurini nemzetség
    - Trichosurus – Lesson, 1828 – 5 faj
      - északi rókakuzu (Trichosurus arnhemensis)
      - hegyi rókakuzu (Trichosurus caninus)
      - Trichosurus cunninghami
      - Trichosurus johnstonii
      - közönséges rókakuzu (Trichosurus vulpecula)

    - Wyulda – Alexander, 1918 – 1 faj
      - pikkelyesfarkú kuszkusz (Wyulda squamicaudata)

## Képek

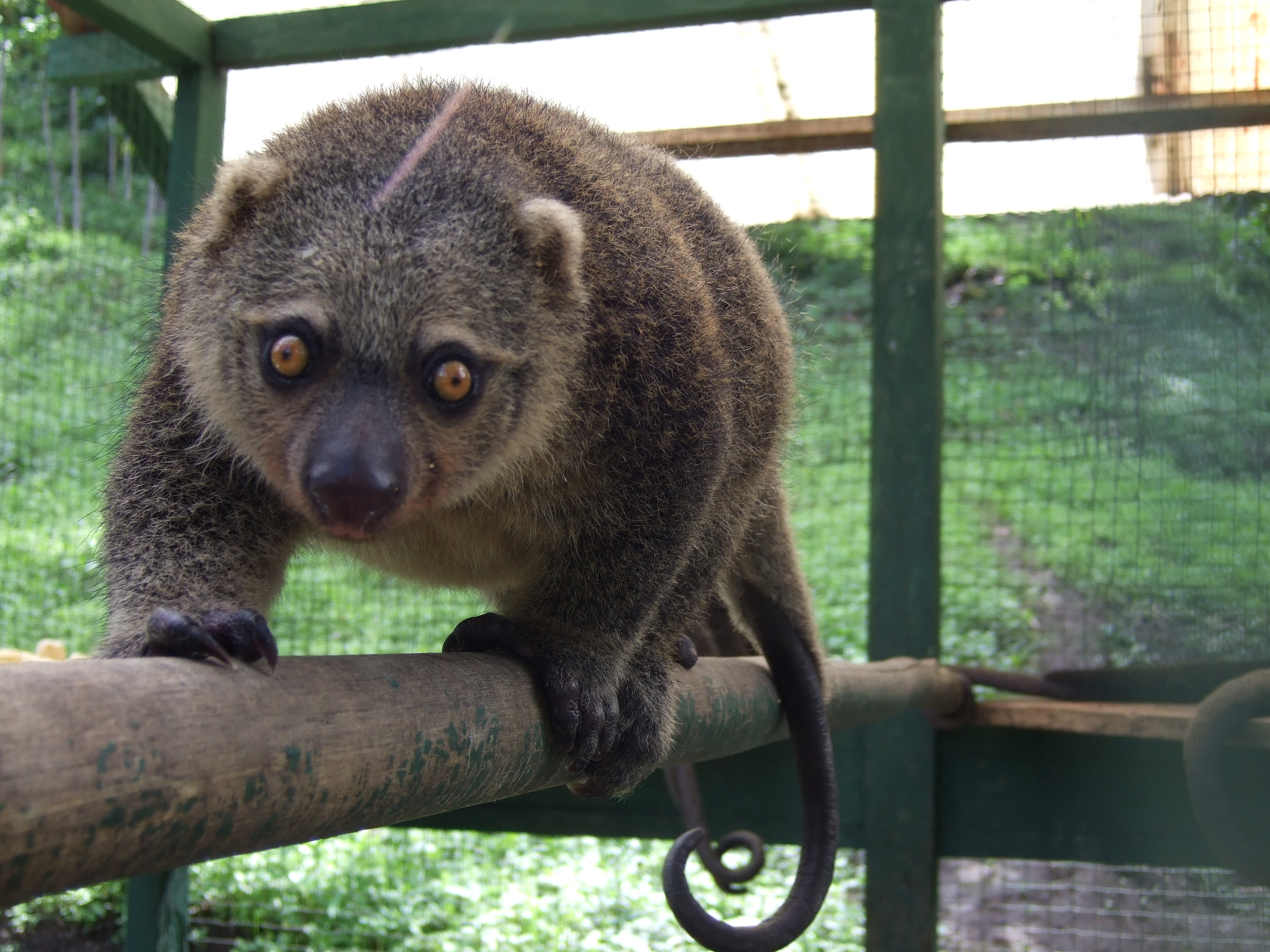
Medvekuszkusz (Ailurops ursinus)
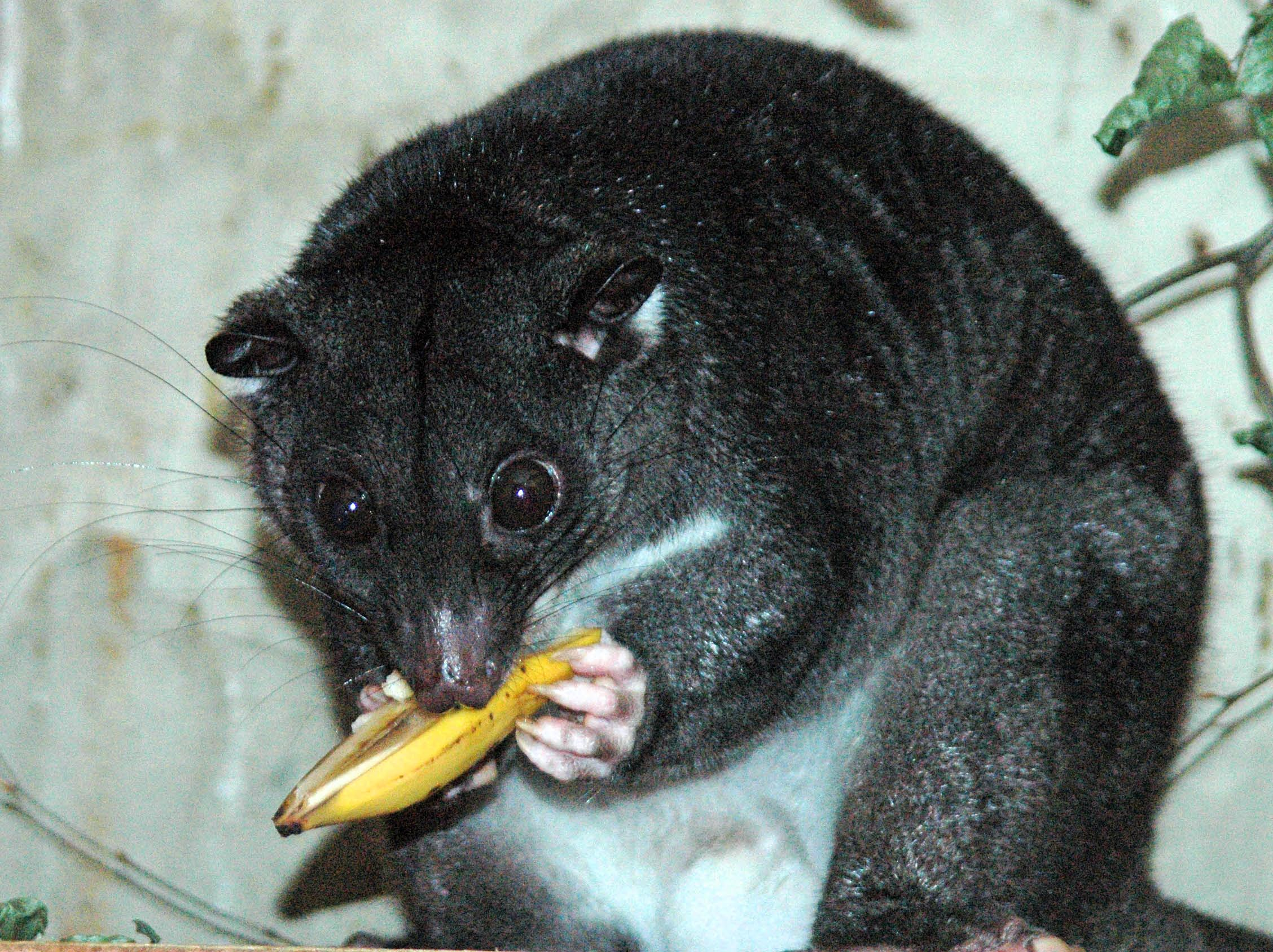
Egyszínű kuszkusz (Phalanger gymnotis)
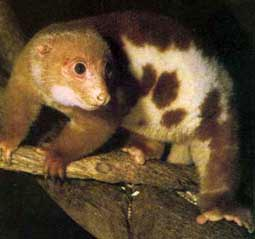
Foltos kuszkusz (Spilocuscus maculatus)
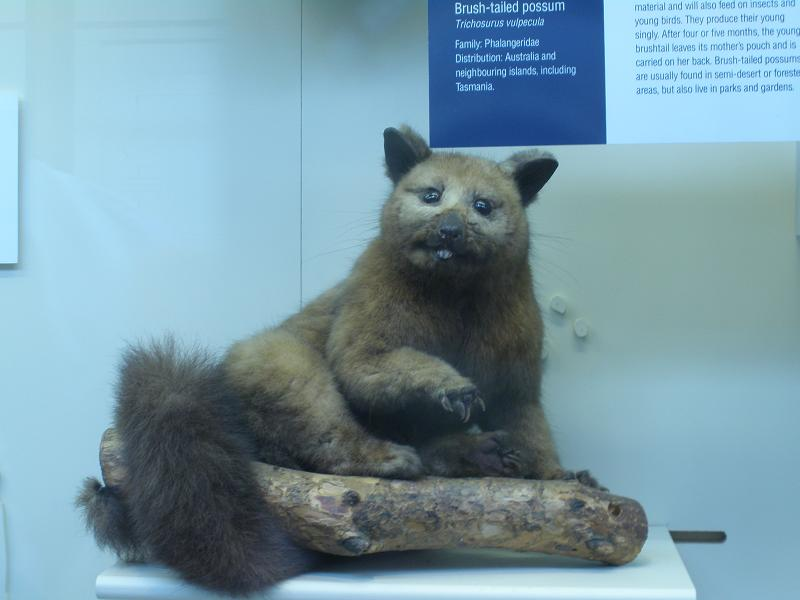
Közönséges rókakuzu (Trichosurus vulpecula)